# Бетанж
Бетанж (фр. Bettange) насеље је и општина у североисточној Француској у региону Лорена, у департману Мозел која припада префектури Буле Мозел.
По подацима из 2011. године у општини је живело 218 становника, а густина насељености је износила 58,45 становника/km². Општина се простире на површини од 3,73 km². Налази се на средњој надморској висини од 235 метара (максималној 260 m, а минималној 197 m).

## Демографија
| 1962. | 1968. | 1975. | 1982. | 1990. | 1999. | 2011. |
| ----- | ----- | ----- | ----- | ----- | ----- | ----- |
| 145   | 155   | 172   | 181   | 185   | 178   | 218   |

График промене броја становника у току последњих година